# Itupiranga
Itupiranga is een gemeente in de Braziliaanse deelstaat Pará. De gemeente telt 51.835 inwoners (schatting 2017).

## Aangrenzende gemeenten
De gemeente grenst aan Jacundá, Marabá, Nova Ipixuna en Novo Repartimento.